# 中方県
中方県（ちゅうほう-けん）は中華人民共和国湖南省懐化市に位置する県。長江の支流で、洞庭湖へ注ぐ沅江が流れている。

## 行政区画
- 鎮：中方鎮、瀘陽鎮、花橋鎮、銅湾鎮、桐木鎮、鉄坡鎮、新建鎮、接竜鎮、袁家鎮、銅鼎鎮、新路河鎮
- 民族郷：蒿吉坪ヤオ族郷